# 양슝

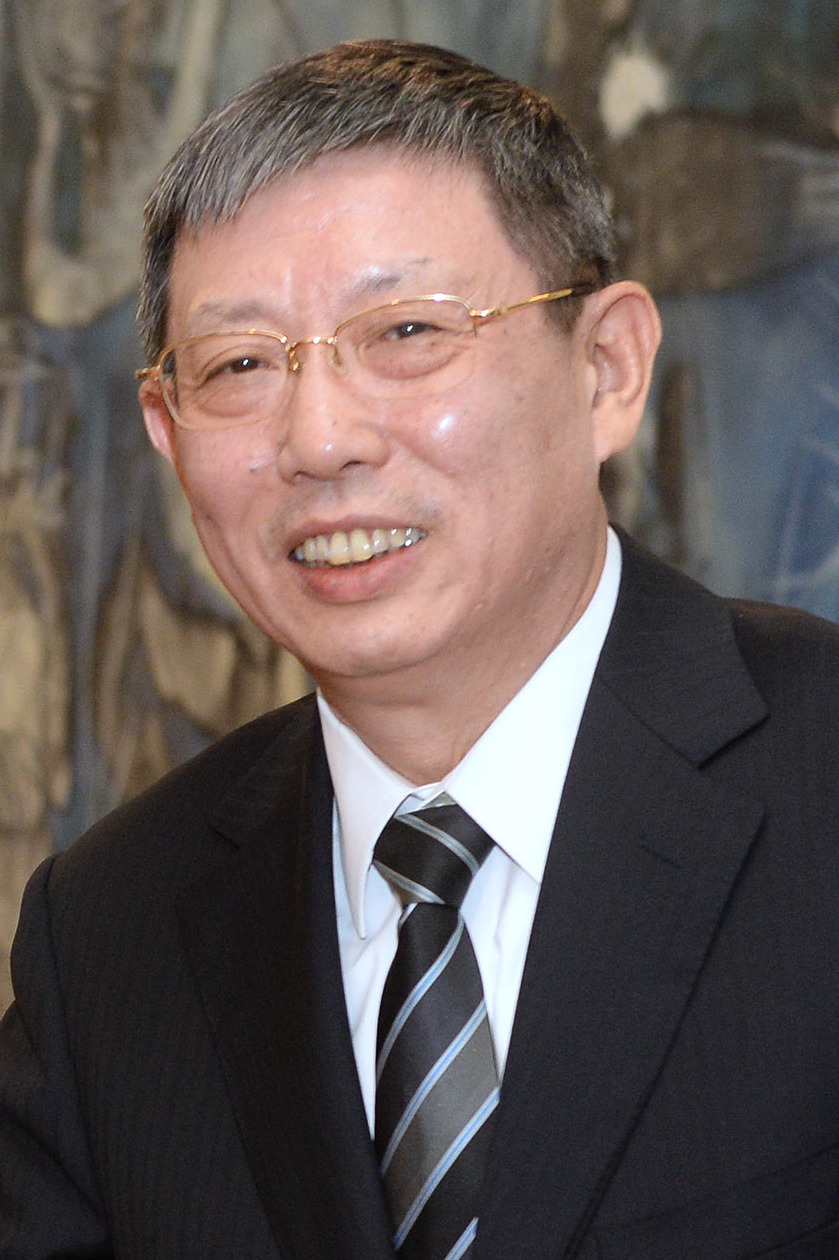

양슝(중국어 정체자: 楊雄, 1953년 11월 ~ 2021년 4월 12일)은 중화인민공화국의 정치인이다. 전 중국공산당 상하이 시위원회 부서기, 상하이 시 시장을 지냈다. 중국 사회과학원 경제학 석사이다.

## 이력
저장성 항저우시 출신으로 1985년 6월 중국 공산당에 입당했다. 1985년 7월 중국 사회과학원을 졸업한 이후, 상하이 시 인민정부에 들어가 도시 경제연구센터 부부장과 상하이실사공사 총합정보부 부경리, 도시계획위원회 부부장과 부장, 도시계획위원회 주임조리 겸 계획투자부 부부장, 시계획위원회 부주임, 상하이 롄허투자유한공사 이사장, 상하이항공공사 이사장, 상하이항공유한공사 감사회 주석 등을 역임했다.